# 井上高志
井上 高志（いのうえ たかし、1950年6月7日 - ）は、日本の俳優。本名、井上 孝（読み同じ）。
茨城県出身。茨城県立古河第一高等学校卒業。文学座附属演劇研究所出身。アクティブハカタに所属。

## 来歴
高校生時代の部活は演劇部。高校2年生の時に東宝ニューフェイス、新劇のそれぞれの試験を受けるもいずれも不合格。高校卒業後は就職してサラリーマン生活を送る。1974年に文学座附属演劇研究所入所。

## 出演

### テレビドラマ
- Gメン'75 （TBS / 東映）
  - 第27話「東京-札幌・刑事の道」（1975年） - 札幌全日空ホテルのフロントマン ※井上孝名義
  - 第30話「追跡と逃亡! 石狩挽歌」（1975年） -  連続爆破容疑者の仲間※井上孝名義
  - 第85話「77元旦デカ部屋ぶっ飛ぶ!」（1977年） - 従犯の男B ※井上孝名義
  - 第324話「深夜放送に届いたバラバラ死体」（1981年） - 岡本刑事
- 江戸の旋風（CX / 東宝）
  - 江戸の旋風III 第50話「いま、新しい旅立ち」（1977年） - 幸吉
  - 江戸の旋風IV 第11話「友情一路」（1979年） - 清之助
- 飢餓海峡（1978年、CX）
- 新五捕物帳 第65話「あした幸せなら」（1979年、NTV / ユニオン映画） - 若旦那
- 太陽にほえろ!（NTV / 東宝）
  - 第356話「制服を狙え!」（1979年） - 浜田達雄
  - 第407話「都会の潮騒」（1980年） - 西山祐二
  - 第431話「誰が彼を殺したか」（1980年） - 雑賀俊夫
  - 第455話「死ぬなスニーカー」（1981年） - 坂本克夫
  - 第507話「この街で―」（1982年） - 大橋進
  - 第548話「金曜日に会いましょう」（1983年） - 萩尾恵吾
  - 第632話「恐ろしい」（1985年） - 七曲署交通課捜査員
  - 第694話「出口のない迷路」（1986年） - 尾島和久
- 俺たちは天使だ! 第11話「運が悪けりゃゴリラが泣くぞ」（1979年、NTV / 東宝） - 安井
- 鉄道公安官 第18話「山陰本線・強奪宝石の怪」（1979年、ANB / 東映）
- ザ・スーパーガール 第24話「人妻売春・女が泣いたレイプの罠」（1979年、12ch / 東映） - 杉本
- ミラクルガール 第3話「アムステルダムに消えた美女」（1980年、12ch / 東映） - 伊沢ヒロシ
- 爆走!ドーベルマン刑事（1980年、ANB / 東映）
  - 第6話「アレックスを射殺せよ!」
  - 第19話「白バイ警官をマークせよ!」
- さすらいの甲子園（1980年、NTV） - 才賀
- 俺はおまわり君 第15話「なつかしき友と海と…」（1981年、NTV）
- 噂の刑事トミーとマツ（大映テレビ / TBS）
  - 第1シリーズ 第55話「トミマツ卒倒! 真冬に出たぞ女幽霊」（1981年） - 今津
  - 第2シリーズ 第40話「マツも仰天 空飛ぶトミー」（1982年） - 宮前
- ザ・ハングマンシリーズ（ABC / 松竹芸能）
  - ザ・ハングマンII 第15話「出口なし 恐怖の空気処刑」（1982年） - 前尾準一
  - 新ハングマン 第22話「ホテトル嬢の口をふさぐ好色官僚」（1984年） - 田所の秘書
  - ハングマンGOGO 第12話「パンダが見た! アイドル殺人事件」（1987年） - 水原かおりのマネージャー
- 陽あたり良好! 第12話「世話のやける大人たち」（1982年、NTV） - 野田
- 大河ドラマ（NHK）
  - 山河燃ゆ（1984年） - 大和武 役
  - 龍馬伝（2010年） - 鷹司関白 役
- 特捜最前線（ANB / 東映）
  - 第262話「紅い爪!」（1982年）
  - 第356話「ある主婦の殺意!」（1984年） - 西部
  - 第434話「悪女からのプレゼント!」（1985年） - 岸上豊
  - 第483話「二重記憶喪失の女・青い鳥、墜ちた!」（1986年） - 広瀬カズオ
- 事件記者チャボ!（1983年 - 1984年、NTV / ユニオン映画） - 近藤
- 日本テレビ年末時代劇スペシャル（NTV）
  - 忠臣蔵（1985年） - 杉野十平次
  - 白虎隊（1986年） - 中島信行
  - 田原坂（1987年） - 辺見十郎太
  - 五稜郭（1988年） - 荒井郁之助
  - 奇兵隊（1989年） - 石川小五郎
- 暴れ九庵 第23話「契り」（1985年、KTV / 東宝） - 加助
- 必殺仕事人V 第19話「加代、天才男と商売する」（1985年、ABC / 松竹） - 佐理衛門
- 暴れん坊将軍シリーズ（ANB / 東映）
  - 暴れん坊将軍II
    - 第123話「秘めた誓いの夢千両!」（1985年） - 清次
    - 第186話「友情! 決死の砂丘脱出」（1987年） - 小平次

  - 暴れん坊将軍III
    - 第4話「血ぬりの一文銭」（1988年） - 岩倉大膳
    - 第42話「お庭番を愛した女」（1988年） - 野尻庄八
    - 第79話「命を賭けた女子駅伝」（1989年） - 源太
    - 第123話「愛の漁火、九十九里に消えて」（1990年） - 植村小十郎

  - 暴れん坊将軍IV  第12話「女泣かせの憎いあいつ!」（1991年） - 秀五郎
  - 暴れん坊将軍V  第13話「子連れ巡礼の逆襲」（1993年） - 黒谷甚之介
  - 暴れん坊将軍VI  第21話「愛と憎しみの孤剣」（1995年） - 神崎周平
  - 暴れん坊将軍VII  第10話「夢で拾った百両」（1996年） - 岡島左内
  - 暴れん坊将軍IX  第21話「仮面の男 父上に会わせて! 少女の悲痛な訴え」（1999年） - 鳥山主膳
  - 暴れん坊将軍XII 第4話「にわか殿様が仕掛けた罠」（2002年） - 大竹兵庫
- 誇りの報酬 第17話「頭脳プレーでホシを追え」（1986年、NTV / 東宝） - 三田
- 京都かるがも病院第5話「胃に穴があいた!」(1986年、ANB/東映)
- 愛の劇場（TBS）
  - 誘惑（1987年） - 山崎
- ジャングル 第15話「逮捕! 爆破魔」（1987年、NTV / 東宝） - 爆破処理隊員
- あぶない刑事シリーズ（NTV / セントラル・アーツ）
  - あぶない刑事 第42話「恐怖」（1987年） - 薄井正樹
  - もっとあぶない刑事 第21話「傷口」（1989年） - 松原弘和
- 三匹が斬る!シリーズ（ANB / 東映）
  - 三匹が斬る! 第11話「大逆転、絹街道（シルクロード）の美女と悪い奴」（1988年） - 佐助
  - 続続・三匹が斬る! 第11話「女難金難、死体になって長崎非常線!」（1990年） - 星清十郎
  - 新・三匹が斬る! 第9話「逃げた女、産めよふやせ悲しき子宝奉行」（1992年） - 川添丹波
- あきれた刑事 第17話「同級生は危険な女」（1988年、NTV / セントラル・アーツ） - 横田ケイジ
- 仮面ライダーシリーズ （東映）
  - 仮面ライダーBLACK 第24話「女子大生の悪夢」（1988年、MBS） - 高山教授
  - 仮面ライダークウガ（ANB） - 神崎昭二
  - 仮面ライダー剣 第11話「各々の居場所」、第12話「カテゴリーA」（2004年、ANB） - 一之瀬優
- さすらい刑事旅情編II 第9話「中央線終電車・無言電話におびえる女」（1989年、ANB / 東映）
- 火曜サスペンス劇場（日本テレビ）
  - 山岳ミステリー5（1991年） - 池田清人
  - 誰かが聞いている（1991年） - 江本広二郎
- はぐれ刑事純情派（ANB / 東映）
  - 第5シリーズ 第4話「偽装結婚!? 流れ弾を浴びた女」（1992年） - 田村愼二
  - 第6シリーズ（1993年） - 原田隆
  - 第12シリーズ 第10話「カラスが告発した真犯人!? 近所迷惑な女」（1999年） - 村井明夫
  - 第13シリーズ 第25話「津軽海峡、さいはての母! 息子は殺人犯!? 東京-青森-龍飛岬、犬だけが真実を知っていた…」（2000年） - 白井哲雄
  - 第14シリーズ 第13話「山手中央署に新メンバー登場! 異動する血痕の謎!?」（2001年） - 宮城時雄
  - 第15シリーズ 第18話「ご近所付き合いの殺意! 引き裂かれた朝顔!?」（2002年） - 深田泰介
  - 第16シリーズ（2003年） - 大山達也
- 直木賞作家サスペンス「隣家の寝室」（1989年、KTV / 東映）
- 勝手にしやがれヘイ!ブラザー 第3話（1989年、NTV / セントラル・アーツ） - 広木
- 月影兵庫あばれ旅 第1シリーズ 第10話「おれは盛岡には来なかった」（1989年、TX / 松竹） - 土川仁和右衛門
- 将軍家光忍び旅（ANB / 東映）
  - 第1シリーズ 第5話「箱根に散った花一輪」（1990年） - 作造
  - 第2シリーズ 第8話「鬼の涙か?木曽福島に光る水晶」（1993年） - 猪之助
- 刑事貴族シリーズ（NTV / 東宝）
  - 刑事貴族
    - 第10話「その時、あいつが泣いた」（1990年）
    - 第37話「今日、刑事が死んだ」（1991年） - 今西課長

  - 刑事貴族2 第14話「疑惑の白衣」（1991年、NTV / 東宝）
- 参上! 天空剣士 第25話「壮絶!地頭丸の死」（1990年、TX / 松竹） - 鮫法師
- 長七郎江戸日記 第3シリーズ「名のれぬ女」（1991年、NTV / ユニオン映画） - 弥之吉
- 銭形平次（CX / 東映） ※北大路欣也版
  - 第2シリーズ 第3話「家元の死」（1992年） - 弥三郎
  - 第3シリーズ 第10話「生きている死体」（1993年） - 佐吉
  - 第4シリーズ 第15話「刑場の花嫁」（1994年） - 幾松
  - 第5シリーズ 第7話「危険な関係」（1995年） - 定吉
  - 第6シリーズ 第3話「風鈴の女」（1997年） - 正木
- 八百八町夢日記 第2シリーズ 第15話「泣くな、真四郎」（1992年、NTV / ユニオン映画） - 早瀬勝人
- 赤かぶ検事の逆転法廷（ABC / 松竹）第11話「検事夫人は名バイオリニストの化身!?」（1992年）
- 大岡越前（TBS / C.A.L）
  - 第13部 第7話「祖父の秘密は大泥棒」（1992年12月28日） - 幸二郎
  - 第15部 第5話「奥医師の娘」（1998年9月21日） - 天野祐石
- 水戸黄門（TBS / C.A.L）
  - 第22部 第2話「旅のはじめの鬼退治 -佐倉-」（1993年5月24日） - 岩月
  - 第24部 第17話「女目明し仇討ち悲願 -小倉-」（1996年1月15日） - 粂造
  - 第25部 第14話「飛猿が恋をした -岡山-」（1997年3月31日） - 与兵衛
  - 第29部 第7話「笛の音哀しき上意討ち -伊勢-」（2001年5月14日） - 荒牧彦九郎
  - 第31部 第14話「白鷺城下の恩返し」（2003年1月27日） - 菅谷半蔵
  - 第32部 第7話「嘘を承知の親孝行」（2004年5月31日） - 田村大蔵
  - 第35部 第7話「湯の町守る孤独な正義 - 道後-」（2005年10月31日） - 森脇半兵衛
  - 第36部 第6話「印籠の故郷守る師弟愛 -輪島-」（2006年8月28日） - 小倉源十郎
  - 第37部 第16話「美人妻と武士の一分 - 遠野 -」（2007年7月23日）- 川辺周蔵
  - 第38部 第3話「昼行灯とあっぱれ女房 -石見-」（2008年1月21日） - 隠岐軍兵衛
  - 第38部 第20話「温泉芸者が結ぶ仲・修善寺」（2008年6月2日） - 興水彪五郎
  - 第39部 第10話「江戸の陰謀を長崎で討て! -長崎-」（2008年12月15日）- 西川五兵衛
  - 第40部 第8話「ニセ黄門の大芝居!-盛岡-」（2009年9月14日） - 鵜飼平六
  - 第41部 第1話「恋と嵐の江戸の春（前編）-江戸-」（2010年4月12日） - 三崎大蔵
  - 第43部 第6話「海道一のじゃじゃ馬娘・清水」（2011年8月8日） - 清蔵
- 半七捕物帳 第14話「折り鶴の女」（1993年、NTV / ユニオン映画） - 房吉
- 付き馬屋おえん事件帳 第2シリーズ 第8話「母恋観音を抱く悪党」（1993年、TX / 松竹）
- 土曜ワイド劇場（ABC・ANB）
  - 「結婚しない女 死の羽田発397便」（1980年） - 同僚若手社員
  - 「京都殺人案内19」（1993年） - 立河政弘
  - 「はみだし弁護士・巽志郎6」（2002年） - 大山刑事
  - 「松本清張没後10年記念・黒の奔流」（2002年9月28日、ANB / 松竹） - 裁判長
  - 「検事・朝日奈耀子16」（2015年） - 田代健太郎
  - 「司法教官・穂高美子4」（2015年） - 神崎誠
- 闇を斬る!大江戸犯科帳 第13話「捨て猫を拾う男」（1993年、NTV / ユニオン映画） - 直次郎
- はだかの刑事 第8話「親切強盗」（1993年、NTV / 東映）
- 名奉行 遠山の金さん（ANB / 東映）
  - 第4シリーズ 第13話「貞女が毒婦になるとき」（1992年2月20日） - 役者・松之丞
  - 第5シリーズ 第18話「外国船に潜入した女」（1993年8月26日） - 柿崎玄之丞
  - 第6シリーズ 第3話「遠山桜と御落胤」（1994年6月30日） - 原口英之進
  - 第7シリーズ 第19話「貞女の鑑?謎の殺しの裏の裏」（1996年） - 小三郎
- 江戸を斬るVIII 第14話「女を狙う吸血剣」（1994年、TBS / C.A.L） - 坂部矢一郎
- 父子鷹（1994年、NTV / 松竹）
- 殿さま風来坊隠れ旅 第10話「闇を走る鉄仮面!」（1994年、ANB / 東映） - 岡田十兵衛
- 江戸の用心棒 第1シリーズ 第12話「仕官の道の甘い罠」（1994年、NTV / ユニオン映画） - 稲村軍兵衛
- 将軍の隠密!影十八　第9話「通夜の女・蘇る凶悪組織」（1996年、テレビ朝日）- 杉原伊十郎
- 炎の奉行 大岡越前守（1997年 TX / 松竹） - 白石治右衛門
- 月曜ドラマスペシャル （TBS）
  - 「弁護士芸者のお座敷事件簿1・連続殺人の黒幕は?」（1997年）
  - 「宗像教授伝奇考1・時効寸前の事件を追っていた友人が殺された!!」（2000年） - 刑事
  - 「カードGメン・小早川茜3」（2001年） - 内藤文雄
  - 「西村京太郎サスペンス 十津川警部シリーズ26・特急おおぞら殺人事件」（2001年） - 山本刑事
- 隠密奉行朝比奈 第2シリーズ 第8話「奈良・金魚になった少女」（1999年、CX / 東映）-荒井外記
- 八丁堀の七人
  - 第1シリーズ 第2話「千両箱に罠を張れ! 狙われた同心の娘」（2000年） - 藤三郎
  - 第2シリーズ 第7話「与力を刺した女! 仕組まれた凶悪な罠」（2001年） - 藤兵衛
  - 第3シリーズ 第4話「消えた盗賊! 船宿の女将の秘密」（2002年） - 成駒屋喜兵衛
  - 第5シリーズ 最終話「波乱の八丁堀! 嫁舅の危険な関係」（2004年） - 横堀佐内
  - 第6シリーズ 最終話「別れの時! 全員抜刀の総力戦」（2005年） - 飯坂源蔵
  - 第7シリーズ 第3話「紫頭巾の人妻! 乱れた調書に殺しの爪痕」（2006年） - 緒形一学
- 旗本退屈男（2001年） - 秋月兵馬
- スーパー戦隊シリーズ （東映）
  - 忍風戦隊ハリケンジャー（2002年、ANB） - 高梨医師
  - 烈車戦隊トッキュウジャー（2014 - 2015年、EX） - 鈴樹剛史
- はみだし刑事情熱系VII 第5話「人質は水槽に? 密室の刑事と仮面の女!」（2003年、ANB / 東映）
- おみやさん 第3シリーズ（2004年） - 田所勝 役
- 金曜エンタテイメント
  - 「京都女優シリーズ」（1999 - 2004年） - 橋口警部補 役
  - 「地獄の花嫁5」（2004年） - 曽根秘書 役
- その男、副署長 第2シリーズ（2008年） - 小川高志 役
- 主水之助七番勝負〜徳川風雲録外伝〜（2008年） - 野上頼母 役
- 忠臣蔵 音無しの剣（2008年） - 役人
- 下町ロケット（2011年） - 田辺篤
- 再生巨流（2011年） - 蓬莱秀樹の父
- 金曜プレステージ
  - 「浅見光彦シリーズ (フジテレビのテレビドラマ)」
    - 第26作（2007年） - 半田刑事
    - 第34作（2009年） - 月岡和夫

  - 「十津川捜査班8」（2014年） - 大井室長
- 女と愛とミステリー 「特捜刑事・遠山怜子2」（2004年） - 向田勇
- 水曜ミステリー9
  - 「捜査検事・近松茂道6」（2006年） - 南刑事
  - 「さすらい署長 風間昭平4」（2006年） - 小沢刑事
  - 「神楽坂署生活安全課2」（2006年） - 相原耕作
  - 「信濃のコロンボ事件ファイル16」（2008年） - 小沼刑事
  - 「鑑識特捜班・九条礼子〜骨を知る女〜1」（2012年） - 斉藤医師
  - 「犯罪交渉人ゆり子1」（2013年） - 吉田龍一
  - 「ドクターハート 薮田公介の事件カルテ1」（2014年） - 相川満
  - 「嫌われ監察官 音無一六〜警察内部調査の鬼〜3」（2016年） - 原雅義
  - 「警視庁強行犯 樋口顕3」（2016年） - 井上真
- 松本清張生誕100周年記念SPドラマ 「火と汐」（2009年12月21日、TBS）
- 月曜ゴールデン （TBS）
  - 釣り刑事2「愛と悲しみの魚たち!」（2011年5月9日） - 煎餅屋の剣持
  - 「上条麗子の事件推理10」（2012年） - 浜口刑事
  - 「山岳刑事」（2012年 - ） - 十和田管理官
  - 「新 法廷荒らし 猪狩文助〜終の棲家〜」（2015年） - 近藤裁判長
- 京都地検の女 第8シリーズ（2012年8月9日、EX / 東映） - 岡村社長
- 相棒（EX / 東映）
  - season5 第17話（2007年） - 佐野芳正
  - season11 第1話 「聖域」（2012年10月10日） - 井手実篤
  - season12 最終話「プロテクト」（2014年3月19日） - 雁屋耕大
- 科捜研の女 第14シリーズ 第6話（2014年11月20日、EX / 東映） - 高崎悦郎
- 大岡越前2 最終話「天下の大喧嘩」（2014年12月5日、NHK BSプレミアム / C.A.L） - 内藤日向守
- プラチナエイジ 第28話（2015年5月6日、THK） - 柳田晴彦
- 雲霧仁左衛門2（2015年） - 与助
- 警視庁・捜査一課長 第4話（2016年5月5日、EX / 東映） - 三浦文雄
- 日曜ワイド 「将軍刑事」（2018年） - 伊坂康晴

### 映画
- 蘇える金狼（1979年、東映）
- 暗室（1983年、にっかつ）
- 夢千代日記（1985年、東映）
- またまたあぶない刑事（1988年、東映） - 宮崎刑事
- 国会へ行こう!（1993年、東宝） - 国会中継リポーター
- 練鑑ブラザース ゲッタマネー
- 1リットルの涙（2005年）
- 俺は、君のためにこそ死ににいく（2007年）
- 相棒 -劇場版II- 警視庁占拠! 特命係の一番長い夜（2010年、東映） - 井手実篤

### オリジナルビデオ
- 行って帰ってきた烈車戦隊トッキュウジャー 夢の超トッキュウ7号（2015年） - 鈴樹剛史

### 舞台
- 椿姫
- みだれ髪
- 命燃えて
- 初姿・次郎長三国志
- 日本橋物語・最愛のひと
- 弁慶
- そして誰もいなくなった

### CM
- ハイサワー（芦川よしみと共演）
- ユニバG（大神源太と共演）

### ラジオドラマ
- FMシアター（NHK-FM）
  - 『からすが教えてくれたこと』（2025年3月15日） - 耕三 役[3]